# Leigh Zimmerman
Leigh Zimmerman (Madison, 28 marzo 1969) è un'attrice, cantante e ballerina statunitense attiva in campo teatrale, cinematografico e televisivo.

## Biografia
Ha esordito a Broadway nel 1991 con il musical The Will Rogers Follies e al cinema nel 1992, interpretando una modella in Mamma, ho riperso l'aereo: mi sono smarrito a New York.
Da allora ha recitato regolarmente sulle scene newyorchesi e londinesi, recitando in ruoli principali nei musical Crazy for You (Broadway, 1992), A Funny Thing Happened on the Way to the Forum (Broadway, 1996), Contact (Londra, 2002), The Producers (Londra, 2004), Chicago (Londra, 2009; Broadway, 2010, 2017) e A Chorus Line (Londra, 2013), per cui ha vinto il Laurence Olivier Award alla miglior attrice non protagonista in un musical.
È sposata con il musicista Domenick Allen da cui ha avuto una figlia, nel 2000.

## Filmografia parziale

### Cinema
- Mamma, ho riperso l'aereo: mi sono smarrito a New York (Home Alone 2), regia di Chris Columbus (1992)
- Proof - La prova (Proof), regia di John Madden (2005)
- United 93, regia di Paul Greengrass (2006)

### Televisione
- Destini (Another World), soap opera (1964)
- La finestra sul cortile (Rear Window), regia di Jeff Bleckner, film per la televisione (1998)

## Teatro (parziale)
- The Will Rogers Follies (Broadway, 1991)
- Crazy for You (Broadway, 1992)
- A Funny Thing Happened on the Way to the Forum (Broadway, 1996)
- Contact (Londra, 2002)
- The Producers (Londra, 2004; Las Vegas, 2007)
- Chicago (Londra, 2009; Broadway, 2010)
- A Chorus Line (Londra, 2013; Los Angeles, 2016; New York, 2018)